# Ospedale da campo

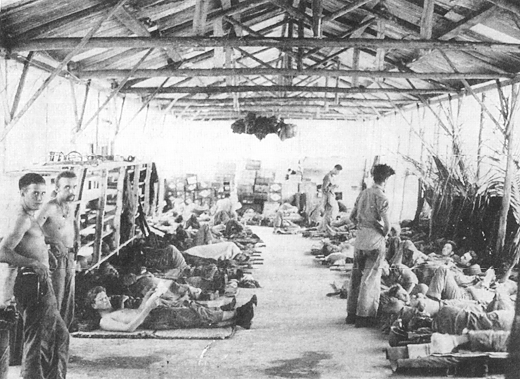
Ospedale da campo durante la battaglia di Guadalcanal nel 1942; i pazienti soffrono di malaria

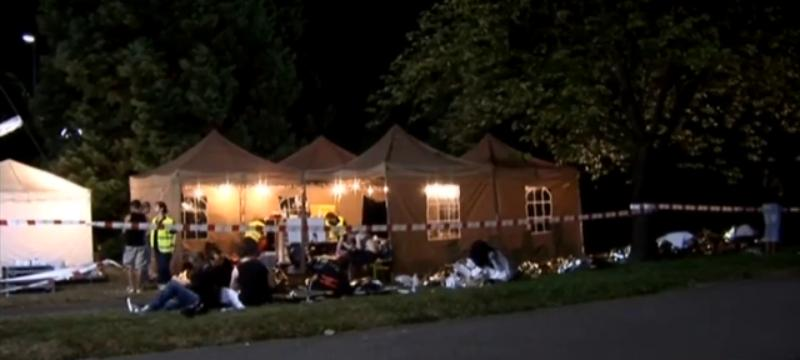
Post medico avanzato durante la Lake Sensation 2009 a Ginevra

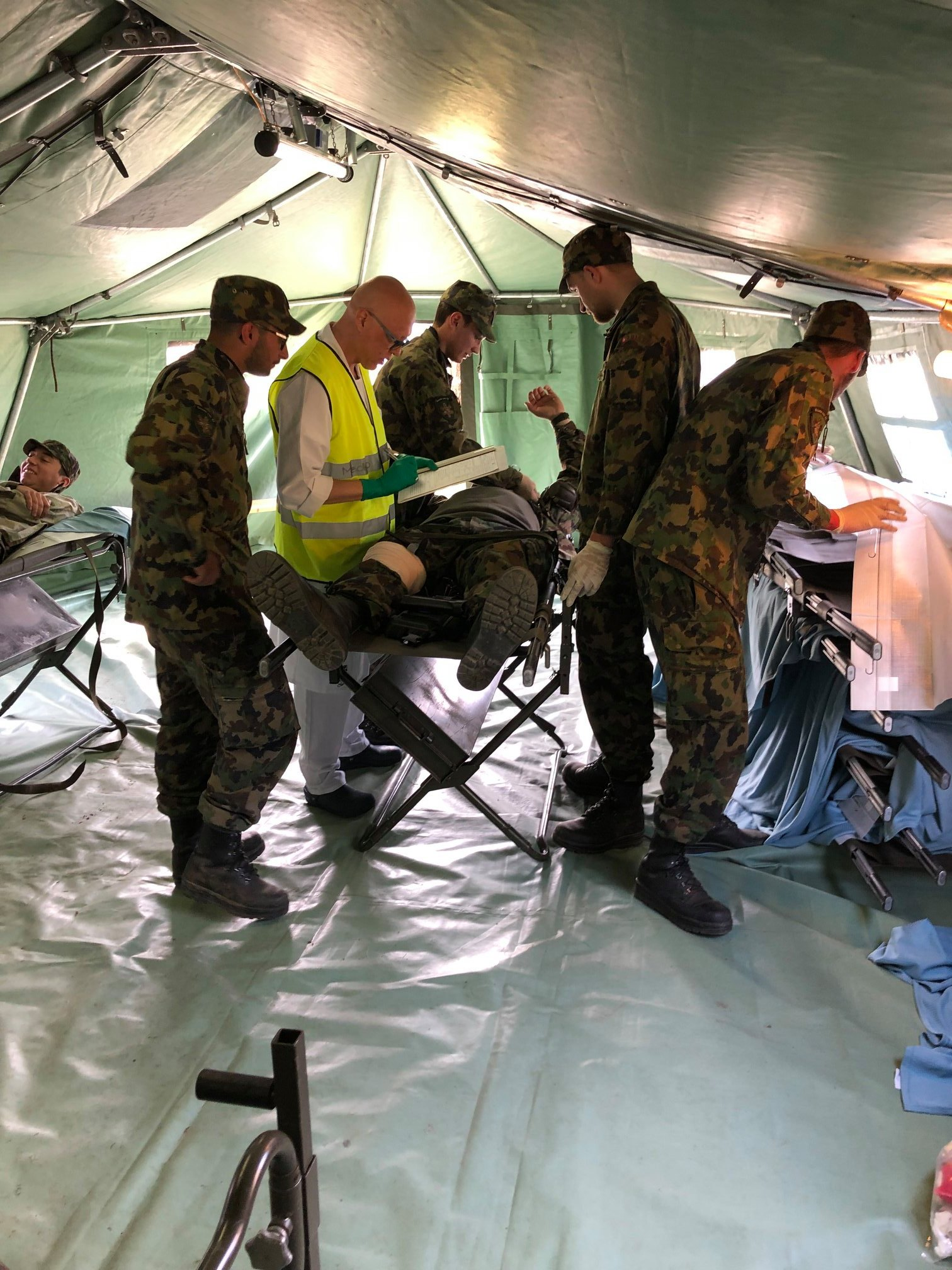
medico addetto al triage, in una tenda sanitaria dell'esercito svizzero (in esercizio maggio 2019)

Un ospedale da campo è una struttura di cura temporanea, allestita in caso di disastro, vicino a una zona di combattimento o in occasione di grandi eventi popolari. Si parla anche di posto medico avanzato (PMA) o posto di primo soccorso.
È un concetto nato dalla medicina di guerra, e dalla constatazione che se una persona con ferite gravi morirà nelle prime ore successive al trauma (questa è la nozione di ora d'oro) o per la lunghezza del trasporto durante il quale non è possibile operare le cure salvavita efficacemente, servirà allestire delle strutture adeguate nei pressi dell'evento. Pertanto, quando le lesioni sono potenzialmente mortali in un'area lontana dalle strutture di cura convenzionali, è necessario creare una struttura di cura temporanea il più vicino possibile ai feriti, per stabilizzare i pazienti prima del trasporto in strutture in cui sia possibile fornire tutte le cure necessarie.
L'ospedale da campo è composto principalmente da un'équipe medica (medici traumatologici, infermieri esperti), una squadra logistica e attrezzature mediche imballate per essere facilmente trasportabili. Questa struttura può essere dispiegata in un luogo coperto preesistente, ad esempio una sala comunale, un palazzetto dello sport o un bar. Questo è il caso più comune in campo civile. Oppure il PMA comprende solitamente anche una struttura di tela illuminata e riscaldata che consente l'installazione in campagna, o su piazzali liberi da edifici accanto al luogo di impiego.

## Storia
La storia degli ospedali da campo segue quella della medicina di guerra.
Verso la fine del XVIII secolo, all'inizio delle campagne napoleoniche, il chirurgo Dominique-Jean Larrey creò delle ambulanze chirurgiche per prestare le cure ai feriti il più vicino possibile al campo di battaglia.
Durante la guerra civile americana (1861 - 1865), i servizi sanitari e militari di entrambe le parti furono rapidamente sopraffatti dall'enormità del compito loro assegnato. Jonathan Letterman, direttore medico dell'Armata del Potomac, organizzò un soccorso a due livelli:
- posti di primo soccorso (first aid post) a livello di reggimento;
- ospedali da campo (field hospital) a livello di divisione e corpo.

Il tutto servito da un corpo di ambulanze.
Durante la prima guerra mondiale (1914 - 1918), da parte francese, la gestione dei sinistri avvenne su più livelli:
- trattamento sul campo da parte dei portatori di barelle;
- infermeria sul fronte;
- ospedale da campo, per stabilizzare i feriti;
- evacuazione verso gli ospedali civili e militari nelle retrovie.

Durante la seconda guerra mondiale (1939 - 1945), l'esercito americano prese coscienza che il punto critico nel cammino del paziente era l'evacuazione dei feriti verso strutture sanitarie adeguate al trattamento dei traumi da combattimento; nel 1942 ripensò il suo sistema sanitario su tre livelli:
- unità chirurgiche mobili, i portable surgical hospitals (PSH) costituiti da ventinove persone (tra cui cinque chirurghi e un anestesista), con una capacità di venticinque posti letto;
- ospedali da campo, field hospitals;
- ospedali civili e militari nelle retrovie in strutture edificate, general hospital.

Questa organizzazione forniva assistenza chirurgica subito dietro la linea del fronte con il PSH, permettendo di stabilizzare i pazienti per il trasporto verso gli ospedali da campo che si trovavano a diversi chilometri dal fronte.
Dopo la seconda guerra mondiale, i consulenti chirurgici militari statunitensi, tra cui Michael E. DeBakey, raccomandarono la creazione di unità di assistenza più vicine al fronte. Ecco come nacquero i mobile army surgical hospital (MASH), che saranno sostituiti, nel 2006, dal combat support hospital (CSH). I MASH furono implementati durante la guerra di Corea (1950) e fornirono un tasso di sopravvivenza del 97% ai soldati che arrivarono vivi presso tali strutture avanzate.

## Ospedali da campo francesi

### Prima guerra mondiale

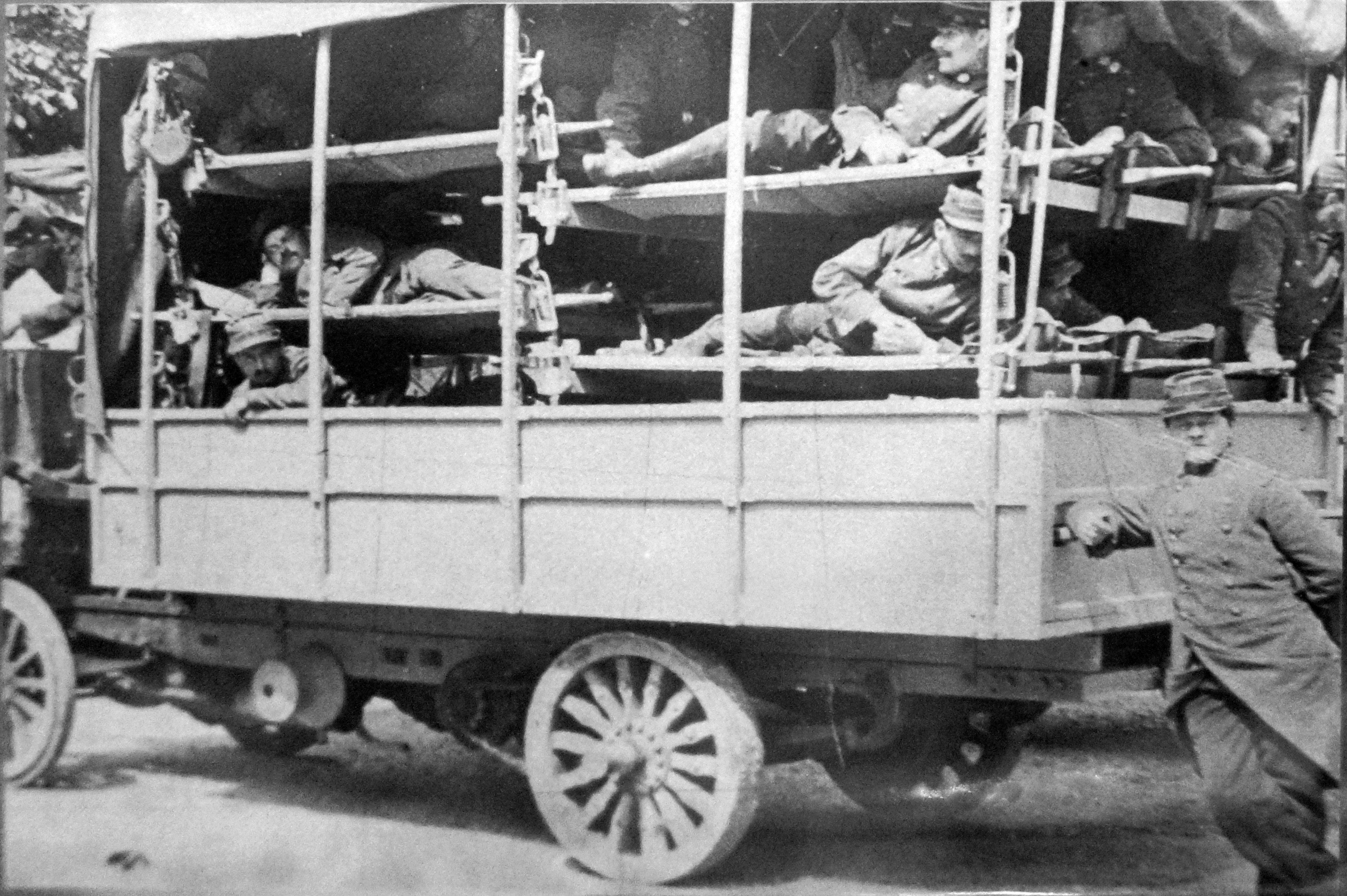
Camion da trasporto

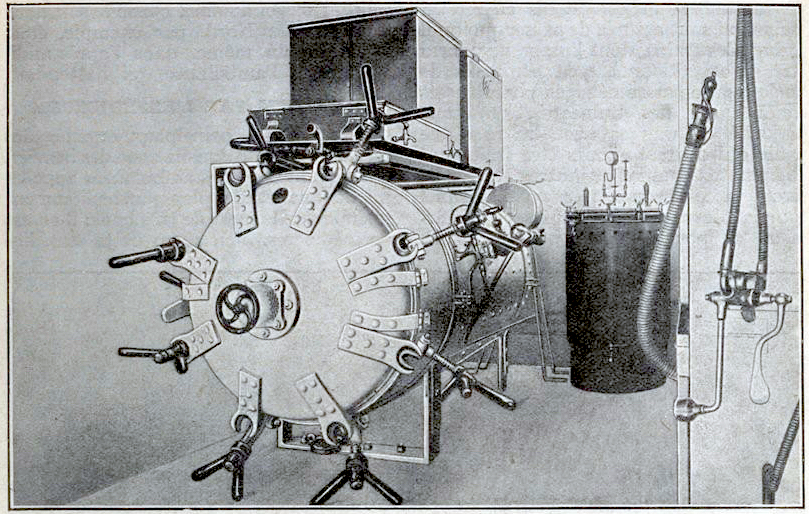
L'autoclave che era a bordo delle ambulanze chirurgiche

Nel 1912 fu presentata alle autorità militari francesi una prima ambulanza chirurgica. A partire dal 1915, questi 
 divennero molto diffusi sul fronte occidentale.
Durante la prima guerra mondiale, Marie Curie sviluppò un servizio di radiologia mobile, il piccolo Curies, per consentire la diagnosi dei feriti più vicino al fronte.

### L'ospedale da campo militare

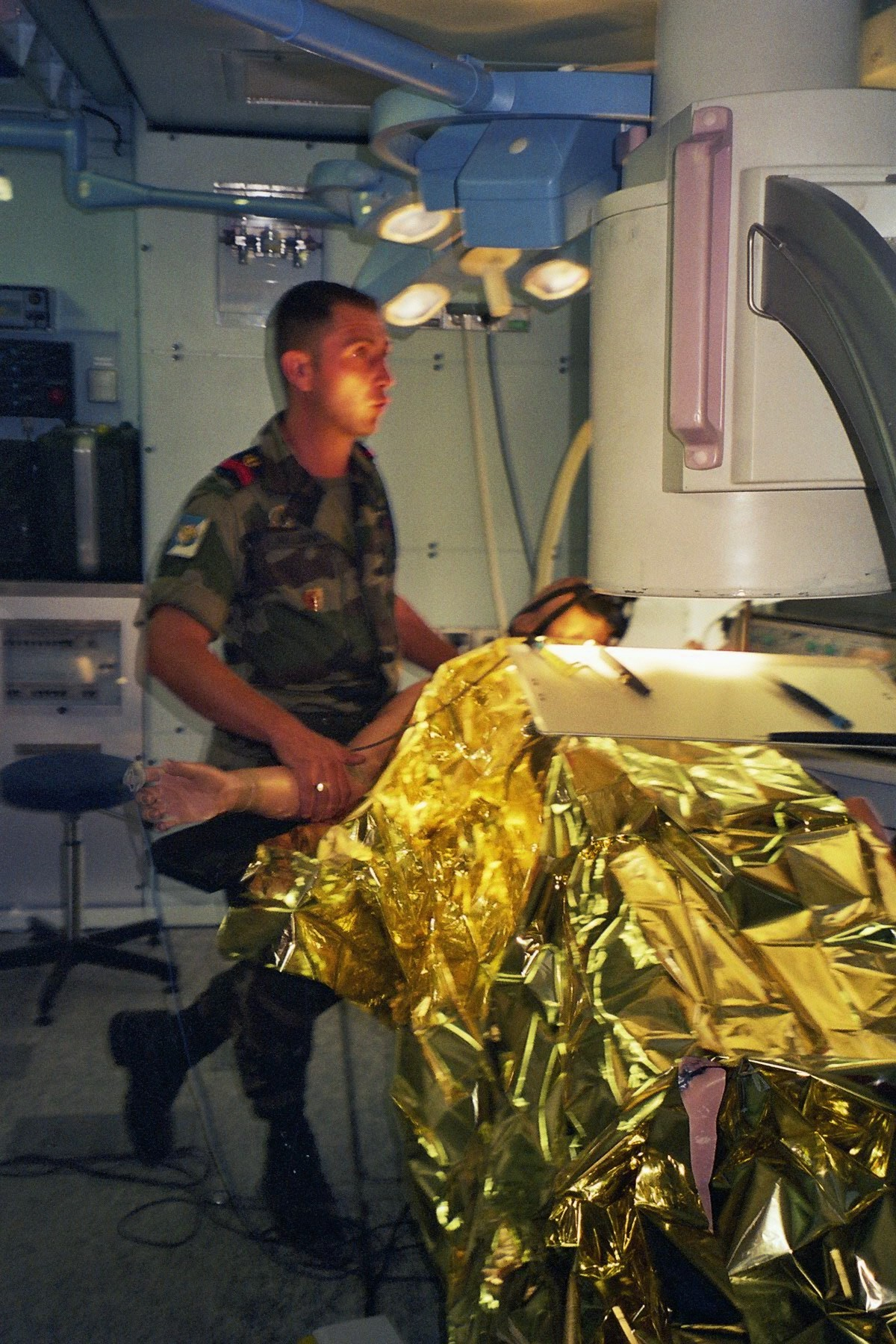
Presentazione di un ospedale militare francese nel 2005

Le unità di istruzione e di intervento di sicurezza civile hanno ospedali da campo che possono essere impiantati all'estero; questo dispositivo è chiamato "Elementi di risposta medica d' emergenza civile rapida" (ESCRIM). Gli ESCRIM sono specializzati nel salvataggio in caso di catastrofe come nella medicina d'urgenza.

### L'ospedale da campo civile: la stazione sanitaria mobile e la postazione medica avanzata
In Francia, durante un grave incidente o un disastro, viene istituita una postazione medica avanzata (PMA), solitamente come parte di un piano d'emergenza (ex Plan Rouge). Il PMA è una struttura situata in un'area sicura, può essere una struttura preesistente - bar o ristorante, sala, palestra - o una struttura tendata. La strumentazione è chiamata stazione sanitaria mobile (PSM).
Il PSM è uno dei pilastri dell'assistenza medica d'urgenza. Si tratta di apparecchiature condizionate e preposizionate che servono a rafforzare una struttura ospedaliera senza risorse, o a equipaggiare un posto medico avanzato. Nel sistema francese esistono due tipi di PSM:
- Stazione sanitaria mobile di primo livello (PSM1): consente di trattare 25 feriti gravi su qualsiasi terreno; comprende circa 400 kg di attrezzature e medicinali distribuiti in 10 container, ed è completata da attrezzature logistiche (rimorchio, struttura gonfiabile, illuminazione, generatore); ce ne sono 42 sparse sul territorio nazionale francese;
- Stazione sanitaria mobile di secondo livello (PSM2): è progettata per fornire cure intensive a 500 pazienti; consiste in 8 tonnellate di equipaggiamenti e medicinali distribuiti in 150 container, ed è divisibile secondo le esigenze (si possono montare diversi sub-PSM); ha mezzi logistici dello stesso tipo del PSM1, oltre a una rete radio tattica e un software di gestione.

Organizzazione di un posto medico avanzato nel caso di un piano di Orsec-Novi (molte vittime, ex piano rosso)

La postazione medica avanzata, si compone di quattro zone:
- un'area di ricezione e smistamento, sotto la responsabilità di un medico di triage; le vittime vengono visitate e classificate in base alla gravità delle loro ferite;
- due aree di cura:
  - la zona UA (emergenze assolute): è un'area di rianimazione preospedaliera per vittime molto gravi (UE: estrema urgenza) e seriamente ferite (U1)
  - la zona UR (emergenze relative): è un'area di trattamento di feriti gravi (U2) e leggeri (U3)
- la zona mortuaria, che accoglie tutte le vittime morte fin dall'inizio o alla PMA. La sicurezza di questa zona è assicurata dalle autorità di polizia giudiziaria.

## Ospedali da campo statunitensi

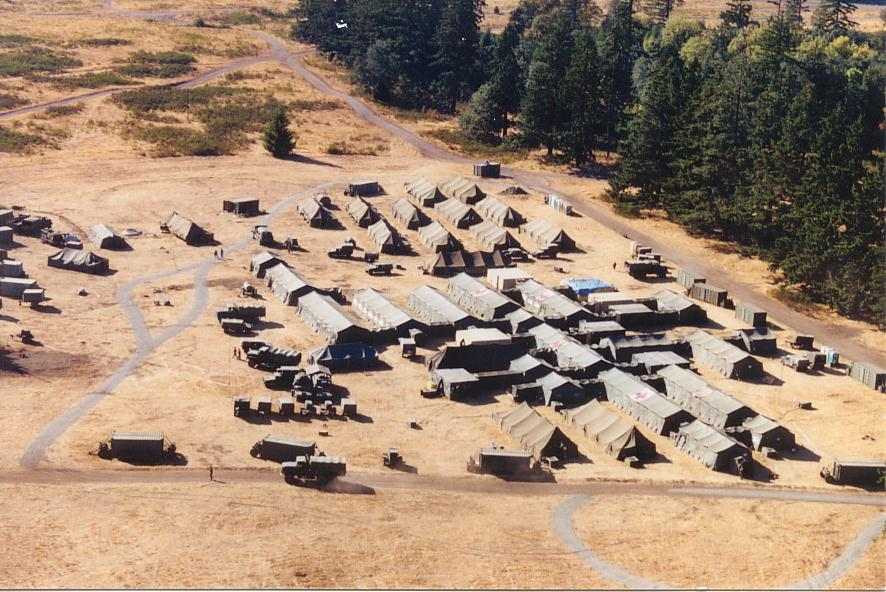
47th Combat Support Hospital nel 2000

La struttura militare statunitense degli anni '60 fu resa famosa dal film di Robert Altman, M * A * S * H, e successivamente dalla serie televisiva omonima.
MASH è l'acronimo per mobile army surgical hospital, che sta per "clinica chirurgica militare mobile". Il MASH venne creato da Michael E. DeBakey dopo la seconda guerra mondiale per portare gli ospedali da campo più vicini al fronte. Fu implementata per la prima volta durante la guerra di Corea e dimostrò la sua efficienza (97% di sopravvissuti). L'ultima unità è stata impegnata durante la guerra del Kuwait nel 1991 (era il MASH 159° della Guardia Nazionale della Louisiana impiegato a supporto della III divisione corazzata durante l'operazione Desert Storm).
I MASH sono stati sostituiti dai "combat support hospitals" (CSH).

## Ospedali da campo svizzeri

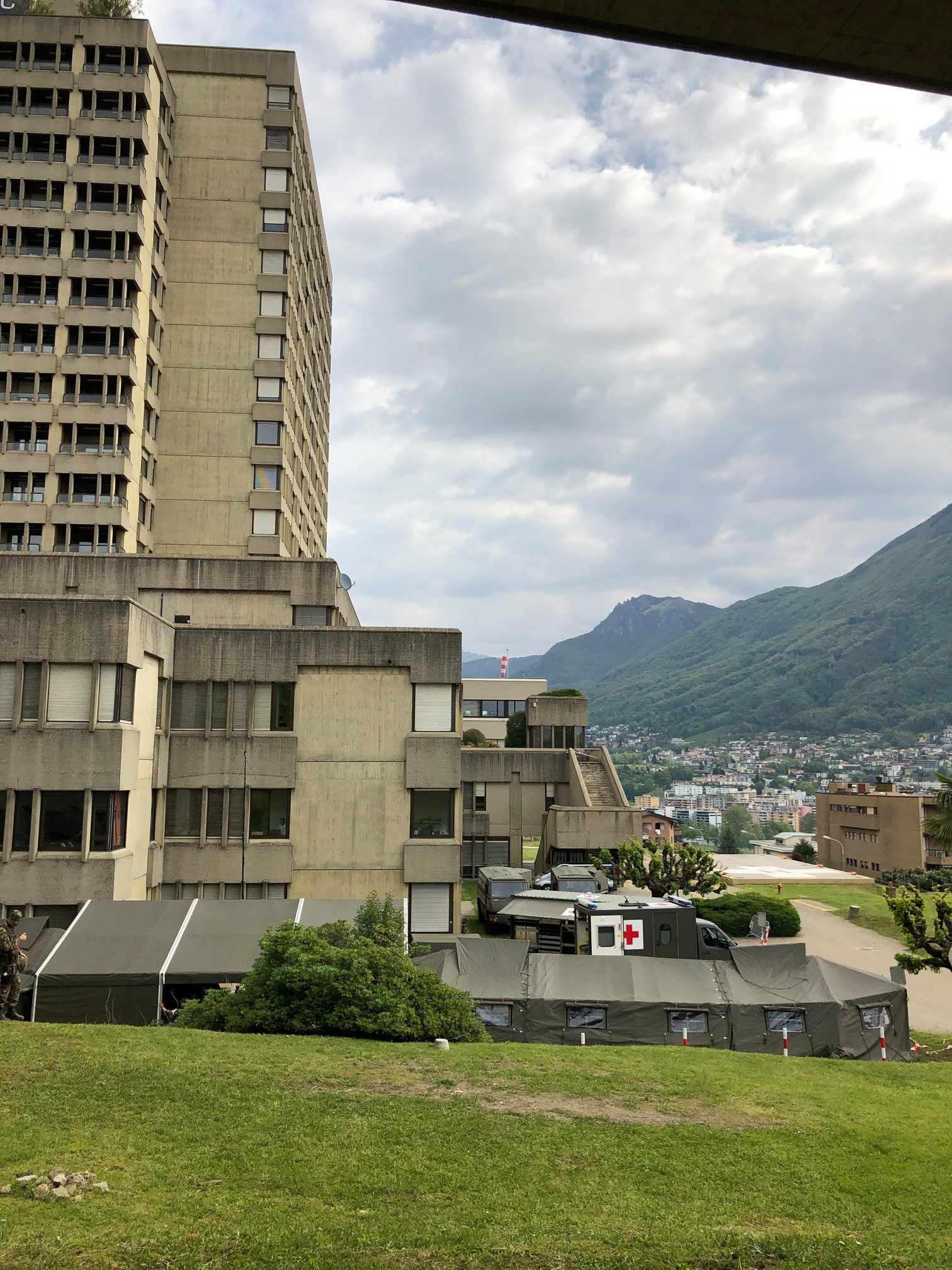
Tenda sanitaria impiegata come appoggio a un ospedale, Ispezione FINALE SR San 42, maggio 2019

Introdotti in servizio con la riforma del 2000 dell'esercito, hanno lo scopo di assicurare l'evacuazione dei soldati feriti ma soprattutto di assistere le autorità civili in caso di catastrofe, o manifestazione di grande portata.
Sono composti da:
- un container contenente:
  - 4 tende con tutto l'equipaggiamento interno;
  - il generatore di corrente;
  - un sistema radio e uno informatico;
  - 3 sistemi di riscaldamento e condizionamento;
- un container d'urgenza con possibilità di operare due pazienti in simultanea.

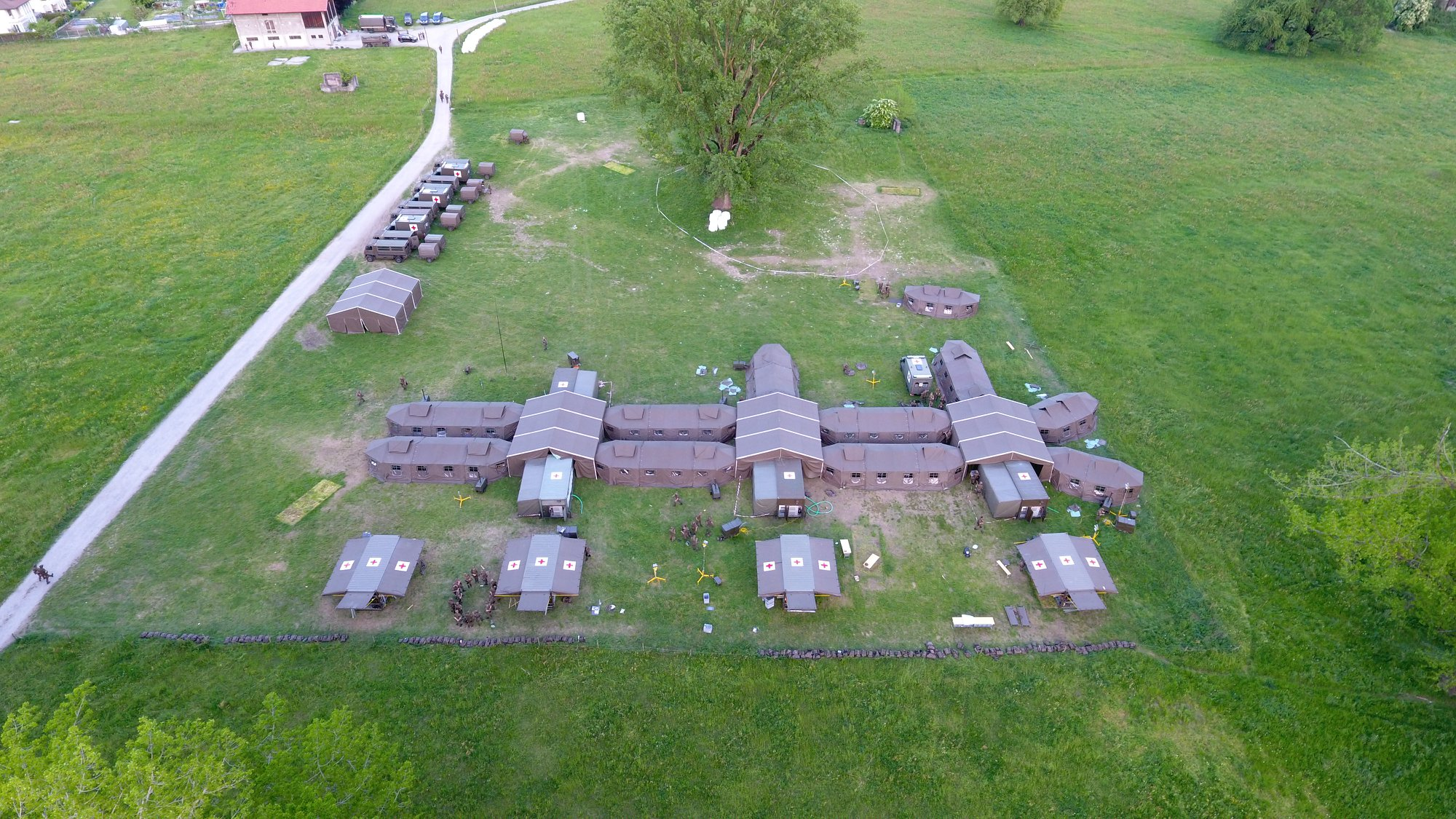
Ospedale da campo dell'esercito svizzero in occasione dell'ispezione FINALE SR San 42, maggio 2019

Solitamente un posto sanitario avanzato svizzero è affidato a una sezione sanitaria affiancata da 3 medici militari (3 ufficiali medici, 1 comandante di sezione, 4 capi gruppo e 25-30 soldati sanitari) equipaggiati con 2-3 ambulanze e ulteriori veicoli per la truppa. Le unita impiegate vengono formate presso la Scuola Sanitaria 42 attualmente dispiegata sulla piazza d'armi di Airolo. Successivamente le sezioni sanitarie vengono inviate nelle diverse compagnie sanitarie distaccate con le divisioni territoriali svizzere su tutto il territorio nazionale.

## Ospedali da campo notevoli
L'ospedale da campo fondato dal maquis du Vercors (cellula della resistenza francese) sotto il portico della grotta Luire fu distrutto dalle forze tedesche nel luglio del 1944.